# Irène Laure
Irène Laure (* 18. September 1898 in Lausanne, Schweiz; † 4. Juli 1987 in La Ciotat) war eine französische Politikerin. Von 1945 bis 1946 war sie Abgeordnete der Nationalversammlung.
Laure war hauptberuflich Krankenschwester und später Leiterin des Krankenhauses von Aubagne. Nach Kriegsende wurde sie 1945 von der sozialistischen Partei SFIO als Listendritte im Département Bouches-du-Rhône bei den Wahlen zur Nationalversammlung aufgestellt. Laure zog ins Parlament ein. Bei den folgenden Wahlen im Juni 1946 war sie erneut Listendritte, wurde aber nicht mehr gewählt. Bei den ersten regulären Wahlen nach Kriegsende im November 1946 konnte sie erneut nicht ins Parlament einziehen. Danach trat sie nicht mehr zu Wahlen an. Laure, die fünf Kinder hatte, starb 1987.